# Hovhannavank
Vahanavank (en armeni: Հովհաննավանք, abreujat de Սուրբ Յովհաննես Կարապետ վանք, Surb Hovhannes Vank) o Monestir de Sant Joan és un monestir armeni, situat en el marz d'Aragatsotn, a una vintena de quilòmetres al nord d'Erevan, a la vall de Kasakh. Aquest monestir té elements que van del segle IV al XIII, i és veí del de Saghmosavank.

## Ubicació geogràfica

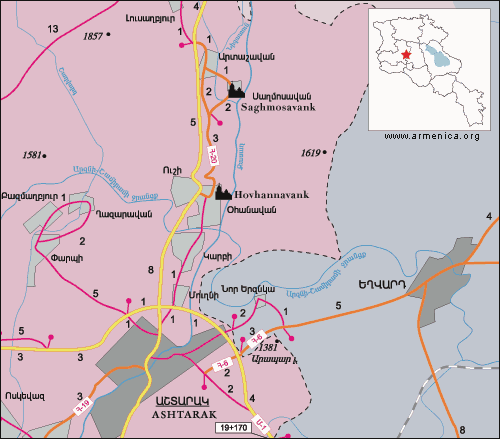
Ubicació d'Hovhannavank

Aquest monestir del marz d'Aragatsotn és a 28 quilòmetres al nord d'Erevan, a 5 quilòmetres al nord d'Astarak i a 5 quilòmetres al sud del Monestir de Saghmosavank, al qual s'arriba per una antiga sendera. Llinda amb la comunitat rural d'Ohanavan, no lluny del riu Kasakh.